# Omar Betrouni
Omar Betrouni (en arabe : عمر بطروني), (né le 3 novembre 1949 à Alger - Algérie) est un footballeur international algérien. Son poste de prédilection était ailier droit. Il compte 48 sélections en équipe nationale entre 1970 et 1978.

## Biographie
Né à Alger d'une famille de la Grande Kabylie originaire de Betrouna, Betrouni a joué au club de football: MC Alger depuis plus d'une décennie, remportant le championnat algérien, cinq fois et la coupe algérienne, trois fois. Il a permis le MC Alger de remporter la Coupe d'Afrique des clubs champions de 1976 pour la première fois de son histoire. Il a rejoint USM Alger en 1980 et termina sa carrière avec le club, remportant une coupe d'Algérie.
Betrouni a joué 48 matches pour l'équipe nationale d'Algérie, dont quatre matches de qualification pour la Coupe du Monde de la FIFA. Il a fait ses débuts lors d'un match de qualification de la Coupe d'Afrique des nations contre le Maroc, le 10 décembre 1970. Il a également permis à l'Algérie de remporter le titre des Jeux Africains 1978 une fois en cinq matchs.
En 2006, il a été sélectionné par CAF comme l'un des meilleurs 200 footballeurs africains des 50 dernières années

## Historique des transferts

### Tous les transferts du joueur
| Saison                         | Date         | Venant de | Venant de | Venant de    | Allant à | Allant à | Allant à        | VM | Montant de transfert |  |
| ------------------------------ | ------------ | --------- | --------- | ------------ | -------- | -------- | --------------- | -- | -------------------- |  |
| 83/84                          | 1 juil. 1983 |           |           | USM Alger    |          |          | Fin de carrière | -  | -                    |  |
| 80/81                          | 1 juil. 1980 |           |           | MP Alger     |          |          | USM Alger       | -  | ?                    |  |
| 68/69                          | 1 juil. 1968 |           |           | MC Alger U21 |          |          | MC Algier       | -  | -                    |  |
| Montants totaux de transferts: |              |           |           |              |          |          |                 |    |                      |  |

### Club
| Performance du club | Performance du club | Performance du club  | Ligue | Ligue | Coupe        | Coupe        | Continental | Continental | Total | Total |
| Season              | Club                | Ligue                | Apps  | Goals | Apps         | Goals        | Apps        | Goals       | Apps  | Goals |
| Algeria             | Algeria             | Algeria              | Ligue | Ligue | Algerian Cup | Algerian Cup | Africa      | Africa      | Total | Total |
| ------------------- | ------------------- | -------------------- | ----- | ----- | ------------ | ------------ | ----------- | ----------- | ----- | ----- |
| 1967–68             | MC Alger            | Algerian Championnat | 19    | 9     | 3            | 0            | -           | -           | 22    | 9     |
| 1968–69             | MC Alger            | Algerian Championnat | 21    | 6     | 3            | 0            | -           | -           | 24    | 6     |
| 1969–70             | MC Alger            | Algerian Championnat | 20    | 5     | 0            | 0            | -           | -           | 20    | 5     |
| 1970–71             | MC Alger            | Algerian Championnat | 20    | 3     | 7            | 6            | -           | -           | 28    | 7     |
| 1971–72             | MC Alger            | Algerian Championnat | 29    | 11    | 4            | 0            | -           | -           | 33    | 11    |
| 1972–73             | MC Alger            | Algerian Championnat | 29    | 5     | 6            | 1            | -           | -           | 35    | 6     |
| 1973–74             | MC Alger            | Algerian Championnat | 29    | 17    | 1            | 1            | -           | -           | 30    | 18    |
| 1974–75             | MC Alger            | Algerian Championnat | 30    | 5     | 4            | 0            | -           | -           | 34    | 5     |
| 1975–76             | MC Alger            | Algerian Championnat | 27    | 6     | 6            | 2            | 10          | 3           | 43    | 11    |
| 1976–77             | MC Alger            | Algerian Championnat | 22    | 1     | 1            | 0            | 4           | 1           | ?     | 2     |
| 1977–78             | MC Alger            | Algerian Championnat | 25    | 9     | 2            | 0            | -           | -           | 27    | 9     |
| 1978–79             | MC Alger            | Algerian Championnat | 23    | 1     | 3            | 1            | ?           | 0           | ?     | 2     |
| 1979–80             | MC Alger            | Algerian Championnat | 0     | 0     | 0            | 0            | ?           | 0           | ?     | 0     |
| 1980-1981           | USKALGER            | Division 2           |       |       |              |              |             |             |       |       |
| 1981-1982           | USKALGER            | Division 1           |       |       |              |              |             |             |       |       |
| Country             | Algeria             | Algeria              |       |       |              |              |             |             |       |       |
| Country             | Total               | Total                | Total | +78   |              | +11          |             |             |       |       |

## Historique
Formé au MC Alger, il reste plus de dix ans dans ce club. Il termine sa carrière à l'USM Alger. Il participa à la finale des Jeux Méditerranéens en 1975 avec l'Algérie. L'année suivante en 1976 lors de la finale de Ligue des champions d'Afrique avec le MC Alger il provoqua un penalty (raté) et un but qui était à la base un centre raté.
Betrouni compte 67 sélections avec l'équipe d'Algérie avec laquelle il a remporté les Jeux Méditerranéens en 1975.

### Carrière internationale
| N° | Équipe nationale | Équipe nationale | Début        |    |   |
| -- | ---------------- | ---------------- | ------------ | -- | - |
| 7  |                  | Algérie          | 10 déc. 1970 | 54 | 6 |

## Palmarès

### En Club
MC Alger
- Championnat d'Algérie de football (5) :
  - Champion : 1972, 1975, 1976, 1978 et 1979
  - Vice-Champion : 1970

- Coupe d'Algérie de football (3) :
  - Vainqueur : 1971, 1973, 1976,

- Ligue des champions de la CAF (1) :
  - Vainqueur : 1976

- Coupe du Maghreb des vainqueurs de coupe de football (2) :
  - Vainqueur : 1972, 1974

- Coupe du Maghreb des clubs champions :
  - Finaliste : 1976
- Supercoupe d'Algérie :
  - Finaliste : 1973

 USM Alger
- Coupe d'Algérie de football (1) :
  - Vainqueur : 1981

### En Sélection
- Jeux africains (1) :
  - Vainqueur :  Médaille d'or 1978

- Jeux Méditerranéens (1) :
  - Vainqueur :  Médaillé d'or 1975